# Jean Legrez
 (novembre 2022).
Jean Legrez, né le 29 mai 1948 à Paris, est un religieux dominicain français, archevêque d'Albi de février 2011 à août 2023.

## Biographie

### Formation
Il effectue ses études secondaires au lycée Saint-Jean de Passy. Après avoir obtenu en 1968 une licence de lettres modernes à l'Université de Nanterre, il entre chez les dominicains et poursuit de 1970 à 1972 des études de lettres et de philosophie au couvent de Strasbourg.
Il est coopérant entre 1972 et 1973 à l'École biblique et archéologique française de Jérusalem, puis il reçoit entre 1973 et 1977 une formation en théologie au couvent dominicain Saint-Jacques à Paris, puis au couvent dominicain Saint Thomas d'Aquin à Toulouse où il obtient une maîtrise de théologie.
Il est ordonné prêtre le 27 juin 1976.

### Principaux ministères
Après avoir été vicaire à la paroisse du couvent de Toulouse, il participe en 1977 avec le père Jean-Miguel Garrigues à la fondation de la Fraternité monastique Saint Jean-de-Malte à Aix-en-Provence.
En 1983, il devient prieur de la Fraternité monastique de Lyon et curé de la paroisse Saint-Nizier.
En 1996, il revient chez les dominicains et est nommé au couvent Saint-Lazare de Marseille, dont il est le sous-prieur de 1997 à 2001 puis prieur jusqu'en 2005. Pendant cette période, il enseigne la théologie sacramentaire et la liturgie au séminaire de la Castille du diocèse de Fréjus-Toulon de 1997 à 2005. Il est aumônier national du CLER Amour et Famille de 1998 à 2001.
Il est nommé évêque de Saint-Claude le 22 août 2005 et est consacré le 23 octobre suivant par André Lacrampe, archevêque de Besançon, assisté de Yves Patenôtre, archevêque de Sens et Jacques Sarr, évêque de Thiès. 
Le 2 février 2011, il est nommé archevêque du diocèse d'Albi.
Au sein de la Conférence des évêques de France, il est membre de la Commission pour la vie consacrée de 2014 à 2019 puis de 2019 à 2022 de la commission doctrinale.
Le 18 août 2023, sa démission pour raison d'âge est acceptée par le pape François. Il célèbre sa dernière messe comme archevêque du diocèse le 3 septembre en la cathédrale Sainte-Cécile d'Albi.
Le 10 décembre 2024, il est nommé pour accompagner la Fraternité de Marie reine immaculée dans sa réforme. Celle-ci pose comme préalable l'abandon de la référence à Clémence Ledoux. Il s'agit aussi de « vérifier si les déviances identifiées dans la période étudiée par l’enquête sont totalement résorbées. ». Une dissolution de la communauté n'est pas exclue si les mesures prises s'avèrent insuffisantes.

### Nuit des Églises
En 2011, il lance le projet La Nuit des Églises, manifestation à la fois culturelle et cultuelle qui se vit l'été dans les diocèses français. Il le définit ainsi : « cet événement répond à une double mission : d’une part permettre aux communautés chrétiennes locales, même dans les plus petits villages, de faire vivre ou de se réapproprier leur église, lieu de leur histoire et de leur enracinement ; d’autre part ouvrir leurs portes et accueillir largement tous ceux qui se présentent : artistes, visiteurs, curieux, personnes qui s’interrogent etc. Lors d'une même semaine, partout sur le territoire de notre pays, cela constitue un signe fort d’unité et de manifestation vivante de l’Église rendue visible à travers nos églises ».

## Prises de position

### Mariage entre personnes de même sexe
Le 17 octobre 2012, il estime que le mariage homosexuel est le « début de la folie » et qu'on « nie la nature » en autorisant un tel droit. Il juge préférable d'employer les mots « contrat ou alliance » car « le mariage est l’union d’un homme et d’une femme en vue d’être fécond ».

## Publications
- avec Jean-Miguel Garrigues, Les moines dans l'assemblée des fidèles, à l'époque des pères IVe – VIIIe siècle, éditions Beauchesne, 1992 (ISBN 978-2-7010-1244-5)
- Le Credo expliqué, Éditions Artège, 2014 (ISBN 978-2-3604-0288-5)
- Figures spirituelles chez saint Luc, un itinéraire spirituel, Éditions Artège, 2016 (ISBN 978-23604-0773-6)

## Décoration
Le 13 juillet 2010, Jean Legrez est nommé au grade de chevalier dans l'ordre national de la Légion d'honneur au titre de « évêque, membre d'une commission épiscopale ; 34 ans de ministère ecclésiastique ».